# Palau dei Camerlenghi
El Palau dei Camerlenghi és un palau renaixentista de Venècia situat al barri de San Polo i amb vistes al Gran Canal, als peus del Pont de Rialto.

## Història
Va ser construït entre 1525 i 1528 a partir d'un disseny de Guglielmo dei Grigi, inspirat en els Codussi i les famílies Lombardo. Era la seu dels magistrats financers, incloent-hi els camarlengis i els cònsols dels mercaders. Donada aquesta important funció econòmica, la planta baixa de l'edifici es va utilitzar com a presó destinada a deutors insolvents. Aquesta exhibició de presoners en ple Rialto servia de severa advertència per a tots els que passaven per allà. Avui ha tornat a acollir magistrats financers, com a seu de la secció regional del Tribunal de Comptes.

## Descripció
El palau té una planta pentagonal que segueix la corba del Gran Canal i té tres plantes d'alçada. Presenta altes finestres d'arc separats per pilastres i coronats per interessants frisos. Com a "cofre del tresor" de l'estat, va ser enriquit externament amb marbre policromat i pòrfir, que s'han perdut amb el temps.
Era tradició a la Serenissima que un magistrat, en acabar la seva missió, deixés com a regal una pintura d'un tema religiós amb el seu retrat o el seu escut d'armes. El palau era, per tant, molt ric en obres d'art, abans que fossin dispersades per Europa. Afortunadament, moltes han tornat a Venècia, tot i que no a aquest palau.

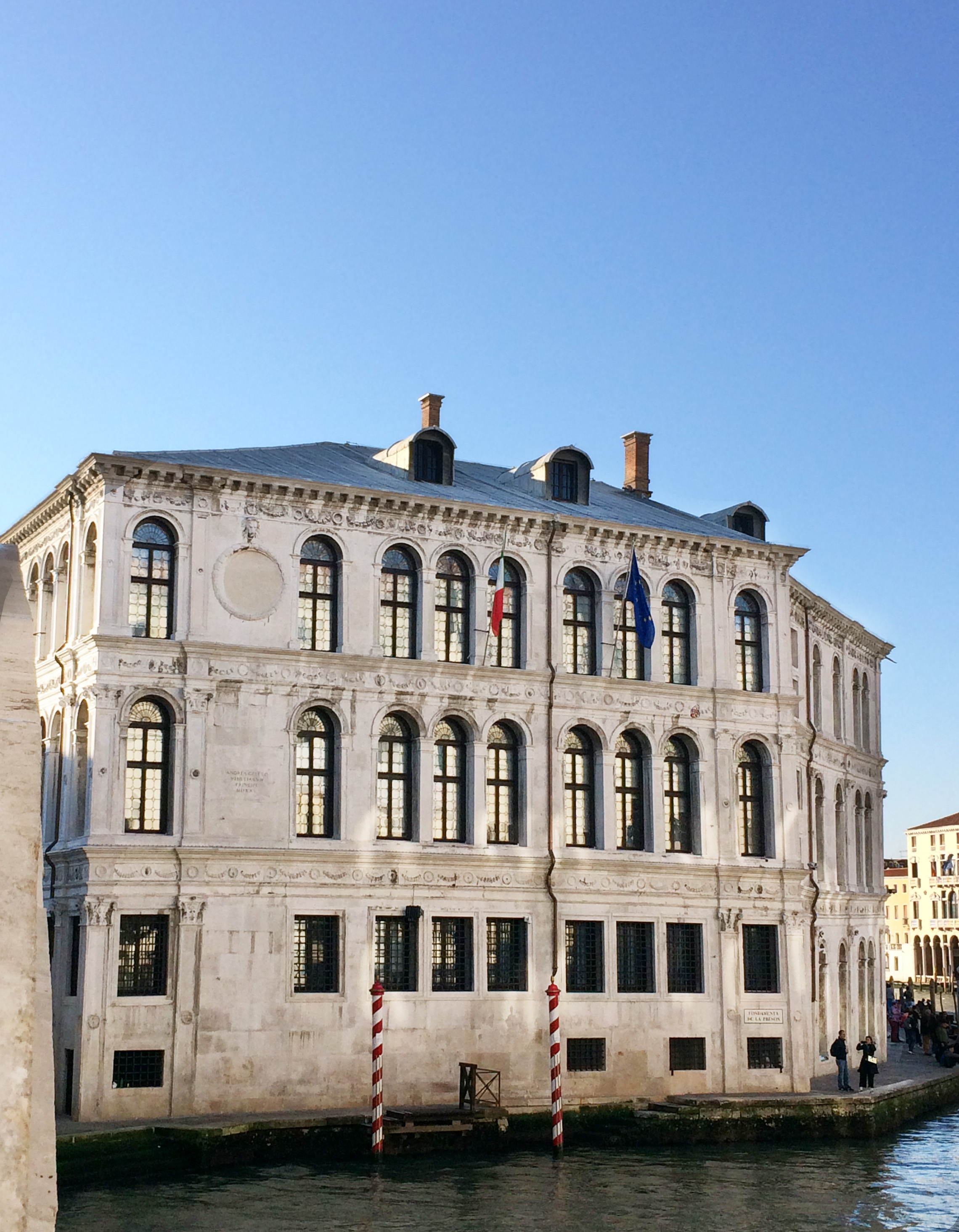
Façana exterior
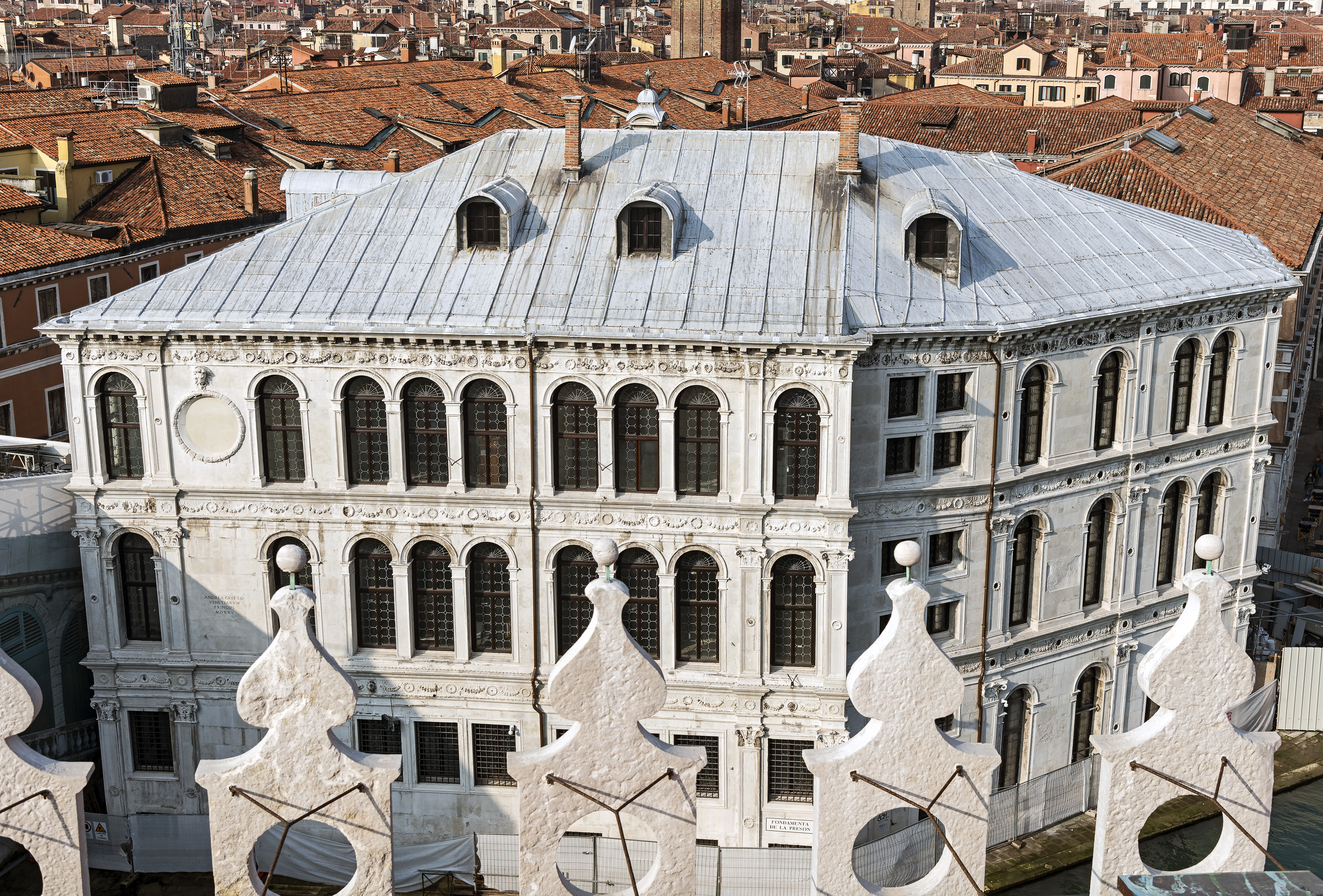
Vista des de la terrassa del Fondaco dei Tedeschi
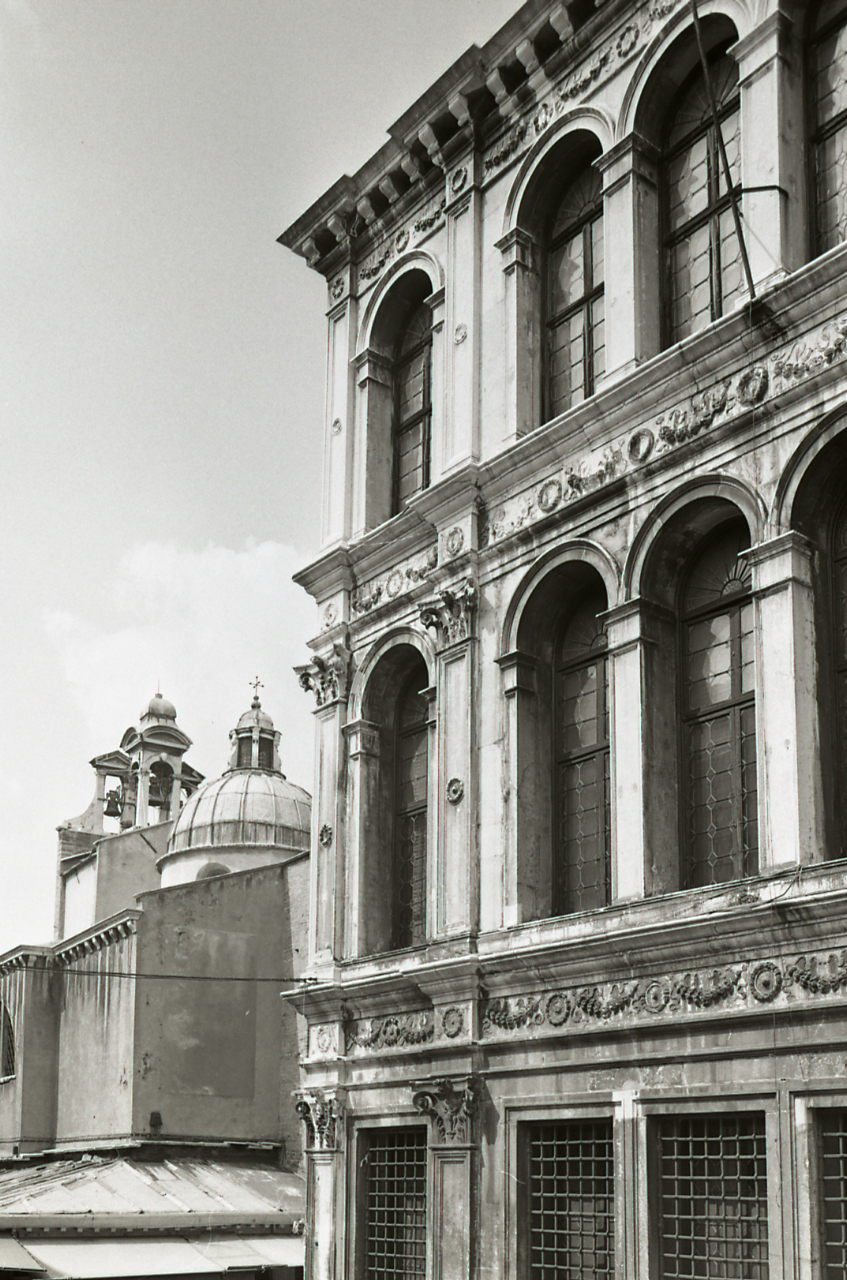
Detall de la façana del palau. Al fons, l'església de San Giacomo di Rialto. Fotografia de Paolo Monti, 1977